# Desafiament a les aules
Desafiament a les aules  (títol original: Detention) és una pel·lícula d'acció de 2003 dirigida per Sidney J. Furie. És protagonitzada per Dolph Lundgren com el mestre de l'escola secundària Sam Decker, que es jubilarà i que té una última actuació com a supervisor i Alex Karzis com a Chester Lamb. Desafortunadament, els traficants de drogues han triat atacar l'escola. Sam ha d'unir als inadaptats en la detenció per derrotar els criminals i mantenir-se amb vida. Ha estat doblada al català.

## Argument
Explica la història del mestre Sam Decker (Dolph Lundgren), un exsoldat, que després del servei militar en la Guerra del Golf i l'ex Iugoslàvia, va tornar al seu barri del centre de la ciutat per fer classes a l'escola més dura de la ciutat.
Frustrat i enutjat per un sistema que no funciona, Sam tramita la seva renúncia. Però el dia que ho fa, l'escola es converteix en un camp de batalla quan arriba un grup ben organitzat d'assassins armats amb armes automàtiques i explosius.
Sam i els joves més forts de l'escola s'uneixen i aconsegueixen combatre els pinxos armats i frustrar el crim perfectament. En el camí, descobreixen una sinistra conspiració que arriba al departament de policia i fins i tot al nivell més alt del govern.
Però Sam encara té alguns trucs per ensenyar-los als joves i la lliçó més important aquesta nit, la supervivència.

## Repartiment
- Dolph Lundgren: Sam Decker
- Alex Karzis: Chester Lamb
- Kata Dobó: Gloria Waylon
- Corey Sevier: Mick Ashton
- Dov Tiefenbach: Willy Lopez
- K.C. Collins: Hogie Hogarth
- Mpho Koaho: Jay Tee Barrow
- Larry Day: Earl Hendorf